# Дехов
Дехов (њем. Dechow) општина је у њемачкој савезној држави Мекленбург-Западна Померанија. Једно је од 91 општинског средишта округа Нордвестмекленбург. Према процјени из 2010. у општини је живјело 206 становника. Посједује регионалну шифру (AGS) 13058023.

## Географски и демографски подаци
Дехов се налази у савезној држави Мекленбург-Западна Померанија у округу Нордвестмекленбург. Општина се налази на надморској висини од 44 метра. Површина општине износи 15,0 km². У самом мјесту је, према процјени из 2010. године, живјело 206 становника. Просјечна густина становништва износи 14 становника/km².